# 高坂彫刻プロムナード
高坂彫刻プロムナード【高田博厚彫刻群】（たかさかちょうこくプロムナード【たかたひろあつちょうこくぐん】）は、埼玉県東松山市の東武東上線高坂駅西口から西に伸びる道路の歩道の両側におよそ1kmにわたって展示されている、彫刻家・高田博厚による32体の彫刻作品群。 1986年の高坂駅西口区画整理事業実施に伴い、東松山市によってまちづくりの一環として設置された。2023年からは、毎年「アートフェスタ」が開催されている。

## 経緯
東松山市教育委員会教育長で詩人でもある田口弘が、高村光太郎や高田博厚と親交のあった柳田知常（国文学者・俳人）に中学生の頃から師事していたことがきっかけとなって、1965年の第9回連翹忌で高田と出会い、1980年に中央公民館（現：松山市民活動センター）で高田博厚の彫刻展・講演会を開催するなど、親交を深めるようになった。
東松山市では当時、高坂駅西口土地区画整理事業を実施しており、田口は事業完了に際し「一人の一流作家の作品で飾る彫刻通りが実現できれば、全国に誇れる彫刻通りになる」と提言し、田口が高田に話を持ちかけ、高田がそれに応じて実現したものである。
1986年に2体、1987年に14体、1989年に11体、そして1994年に5体を設置し、現在の高坂彫刻プロムナードの形になった。
その後、高田の全遺品を市に寄贈されたことを機に、2017年に高坂駅西口ロータリーに幅4m、高さ2mの案内板を設置し、ロータリー内の2つの彫刻「遠望」と「大地」をライトアップ。高坂駅西口階段に彫刻をPRする壁面シールなどを掲示した。
2023年からは、高坂彫刻プロムナードを舞台とした芸術イベント「ひがしまつやまアートフェスタin高坂彫刻プロムナード」が東松山市教育委員会の主催により毎年開催されている。

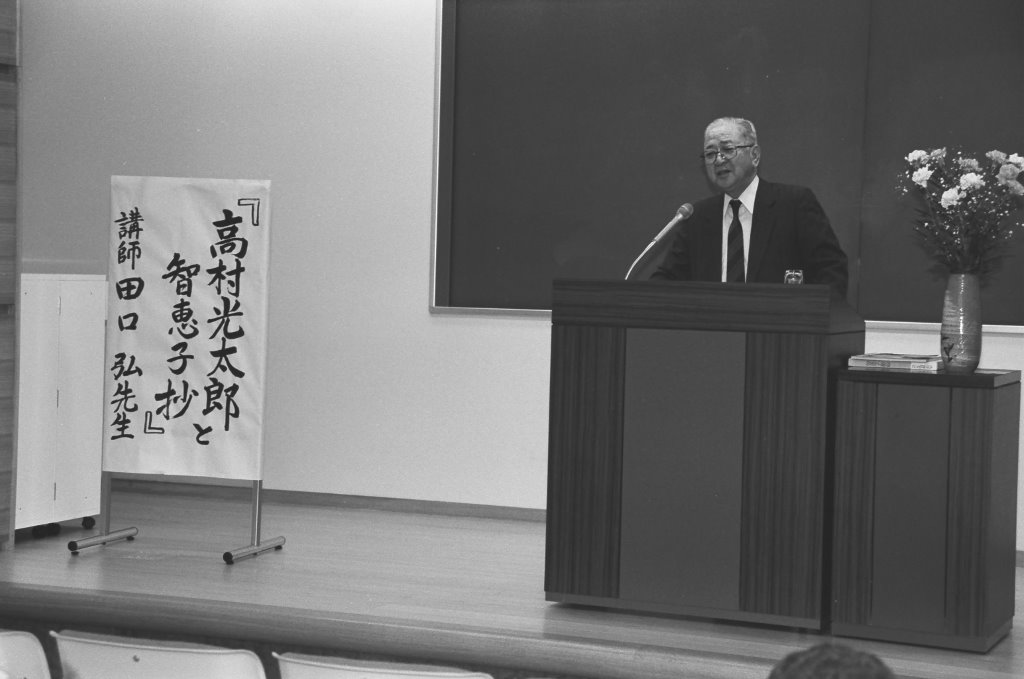
田口弘講演「高村光太郎と智恵子抄」

## 特徴
1. 一流作家一人に絞った彫刻作品がこれほど数多く並ぶ屋外の彫刻通りは、全国的にも類を見ない。
2. 32体のうち30体の彫刻の台座には、作者の著作から抜粋された短文が添えられ、作者の作品に対する思いや芸術観を感じることができる[16]。
3. 公共の歩道上にある彫刻作品なので、自由に写真を撮影することも、直接手で触れることも可能である（視覚障害のある方には、事前に申し出があれば教育委員会が説明等の対応を行う）。
4. 高田博厚に師事した沖村正康が経営する三郷工房により、色合いにまでこだわって年2回メンテナンスされ、常に状態が良く保たれている。

## 主な収蔵作品
- 高田博厚の彫刻作品32体を屋外常設展示：高坂彫刻プロムナード(高田博厚彫刻群）パンフレットPDF
- 高坂彫刻プロムナード：高田博厚彫刻群の全貌

1. 遠望（1981年）
2. 大地（1978年）
3. 水浴（1969年)
4. アラン（1932年）
5. 海（1962年）
6. 女のトルソ（1965年）
7. 高村光太郎（1959年）
8. カテドラル（1937年）
9. 憩い（1961年）
10. 女の大トルソ（1964年）
11. 在№2（1981年）
12. ポール･シニャック（1961年）
13. 女のトルソ（1963年）
14. タゴール（1979年）
15. 女のトルソ（1973年）
16. 棟方志功（1979年）
17. 空のトルソ（1978年）
18. 新渡戸稲造（1976年)
19. 裸婦立像（1963年）
20. 宮沢賢治（1971年）
21. 空（1978年）
22. 憩う（1976年）
23. 男のトルソ（ヘラクレス）（1973年）
24. 女のトルソ（1973年）
25. 礼拝（1982年）
26. 高橋元吉（1970年）
27. 在№1（1980年）
28. 女のトルソ（1965年）
29. 横たわる女（1969年）
30. マハトマ・ガンジー（1966年）
31. パラスのトルソ（1964年）
32. 水浴（1961年）

## 開館時間・休館日・入場料
- 開館時間 - 24時間
- 入場料 - 無料
- 休館日 - なし（年中無休)
- メンテナンス - *春と秋の年2回

　春（ゴールデンウィーク前）
　秋（日本スリーデーマーチ前）

## 交通アクセス
- 東武東上線高坂駅下車 徒歩1分
- 関越自動車道東松山インターチェンジ 4.2km（自動車で10分）

## 周辺施設
出典：高坂彫刻プロムナードを含む『まなびのみち』の見どころ
- 正法寺(岩殿観音)
- 物見山(東松山市)
- 埼玉県平和資料館（ピースミュージアム）
- 埼玉県こども動物自然公園
- 化石と自然の体験館
- 鳴かずの池（弁天沼)
- くらかけ清流の郷

## 関連動画
- 高田博厚の講演音声など

1. 煥乎堂文芸講座『美術の本質』 - YouTube
2. 東北大学教養学部での講演会 - YouTube
3. 稲村ガ崎のアトリエの様子 - YouTube：ピアノ：高橋 在也

- 高田博厚展2018記念事業

1. 洋画家・野見山暁治×作家・堀江敏幸特別対談 - YouTube
2. 高田博厚、田口弘、高村光太郎　東松山に輝いたオリオンの三つ星 - YouTube
小山弘明：高村光太郎連翹忌運営委員会代表

- 高田博厚没後30年記念イベント『思索の灯』

1. 指で思索するということー高田博厚の生涯と思想ー - YouTube
浅見洋：西田幾多郎記念哲学館館長
2. 彫刻のモデルになる - YouTube
室町澄子：元NHKアナウンサー、ラジオ深夜便アンカー
3. 新事実ロマン・ロランと高田博厚ー新発見の日記・書簡から－ - YouTube
高橋純：小樽商科大学名誉教授
4. 朗読コンサート - YouTube
朗読：妻沼 絢子、ヴァイオリン：渡邉 賢治、チェロ：井村 果奈枝、ピアノ：高橋 在也

- 元東松山市教育委員会 教育長 田口弘氏が語る高村光太郎、高田博厚

1. 『高村光太郎との思い出を語る』田口弘 - YouTube
2. 『高村光太郎書簡等寄贈記者会見』田口弘 - YouTube
3. 『高村光太郎との交流について』田口弘 - YouTube

- 高村光太郎、高田博厚 、田口弘の関係性について

1. 『田口弘と高村光太郎 交差する二つの詩魂』 - YouTube
小山弘明：高村光太郎連翹忌運営委員会代表
2. 『高田博厚、田口弘、高村光太郎　東松山に輝いたオリオンの三つ星』 - YouTube
小山弘明：高村光太郎連翹忌運営委員会代表